# Querido Trópico
Querido Trópico è un film del 2024 diretto da Ana Endara.
La pellicola, ambientata in una Panama rigogliosa nella sua natura tropicale, narra una speciale relazione di amicizia che si sviluppa tra una badante e un'anziana affetta da demenza senile entrambe sole e vulnerabili a modo loro.

## Trama
A Panama, Ana María, una badante immigrata colombiana incinta, si prende cura di Mercedes, un'anziana imprenditrice affetta da demenza senile. 
Jimena, figlia di Mercedes, capendo il peggioramento della madre e apprezzando la professionalità di Ana María, in poco tempo si convince di assumere la donna a tempo pieno. Ana María si trasferisce così nella lussuosa residenza dell'anziana donna che, messe da parte le diffidenze iniziali, deve accettare la nuova condizione.
Mercedes scopre la finta gravidanza di Ana María, che non ha superato il trauma di un figlio nato morto, e tra le due cresce una complicità nutrita da reciproche vulnerabilità e da una solitudine di fondo che, al di là delle grandi differenze sociali e di età, rende le due donne molto simili.
La malattia di Mercedes precipita e la donna poi improvvisamente muore, lasciando un grande vuoto.

## Produzione
Il film segna il debutto nel cinema di finzione della regista panamense Ana Endara Mislov, precedentemente nota per i suoi documentari. La sceneggiatura è stata scritta dalla stessa Endara insieme a Pilar Moreno. Le riprese si sono svolte nella capitale di Panama, con una particolare attenzione alla rappresentazione del paesaggio urbano e naturale.

## Distribuzione
Querido Trópico è stato presentato in anteprima alla 19ª edizione della Festa del Cinema di Roma nel 2024, nella sezione Concorso Progressive Cinema - Visioni per il mondo di domani. Successivamente, è stato selezionato per la sezione Horizontes Latinos del 72º Festival internazionale del cinema di San Sebastián e per la sezione Global Vision del 49º Hong Kong International Film Festival.

## Riconoscimenti
- 2024 – Festival Biarritz Amérique Latine:
  - Premio del pubblico
  - Miglior interpretazione a Paulina García e Jenny Navarrete